# Otto von Grandson
Otto von Grandson († zwischen 26. Juli und 30. Juli 1309 in Sorgues) war 1306 Bischof von Toul und von 1306 bis 1309 Bischof von Basel.

## Leben
Otto war der Sohn von Freiherr Jakob von Grandson und entstammt dem aus der Waadt stammenden Adelsgeschlecht der Herren von Grandson. Er war ein Neffe von Otton de Grandson.
Er stand zunächst in Diensten des englischen Königs Edward I. und war dessen Gesandter am französischen Hof.
Seine Laufbahn als Geistlicher begann er 1303 in England, wo er Benefizien in Mancetter, Pickill, Wilquinton und York innehatte. Daneben hatte er auch Kanonikate in Autun und Lausanne und wurde 1304 Propst des Lausanner Domkapitels. Otto wurde 1306 Bischof von Toul. Er versuchte, das Münzwesen zu ordnen und  Frieden zwischen den Herzog von Lothringen und dem Grafen Reginald von Bar zu stiften. Er geriet dabei aber in Gegensatz zu Städten Toul, Metz und Verdun (Clemens V. versuchte den Zehnt für die Kirche einzuführen). Einen Aufstand konnte er mit Hilfe von Herzog Theobald II. von Lothringen niederschlagen.
Als 1306 der Papst den Bischof von Basel zum Bischof von Mainz machte, wurde Otto zum Nachfolger bestimmt, jedoch ohne Absprache mit den zuständigen Basler Domkapitels und trotz fehlender Deutschkenntnisse.
Aufgrund seiner antihabsburgischen Haltung wurden ihm die Regalien von König Albrecht I. verweigert. Erst nach der Ermordung des Königs am 1. Mai 1308 bestätigte ihn dessen Nachfolger Heinrich VII. Er bestätigte 1309 Pruntrut das Stadtrecht und der König schickte ihn als Gesandten zum Papst nach Avignon, wo er erkrankte und verstarb. Er wurde im Kloster Klingental begraben.